# فريدريك أوقست رودولف
فريدريك أوقست رودولف (بالتشيكية: Friedrich Anton Rudolph Kolenati)‏ (و. 1812 – 1864 م) هو عالم، وطبيب، وتربوي، وعالم نبات، وعالم طبيعي، وعالم حشرات من الإمبراطورية النمساوية . ولد في براغ.